# Perth Water Works Building

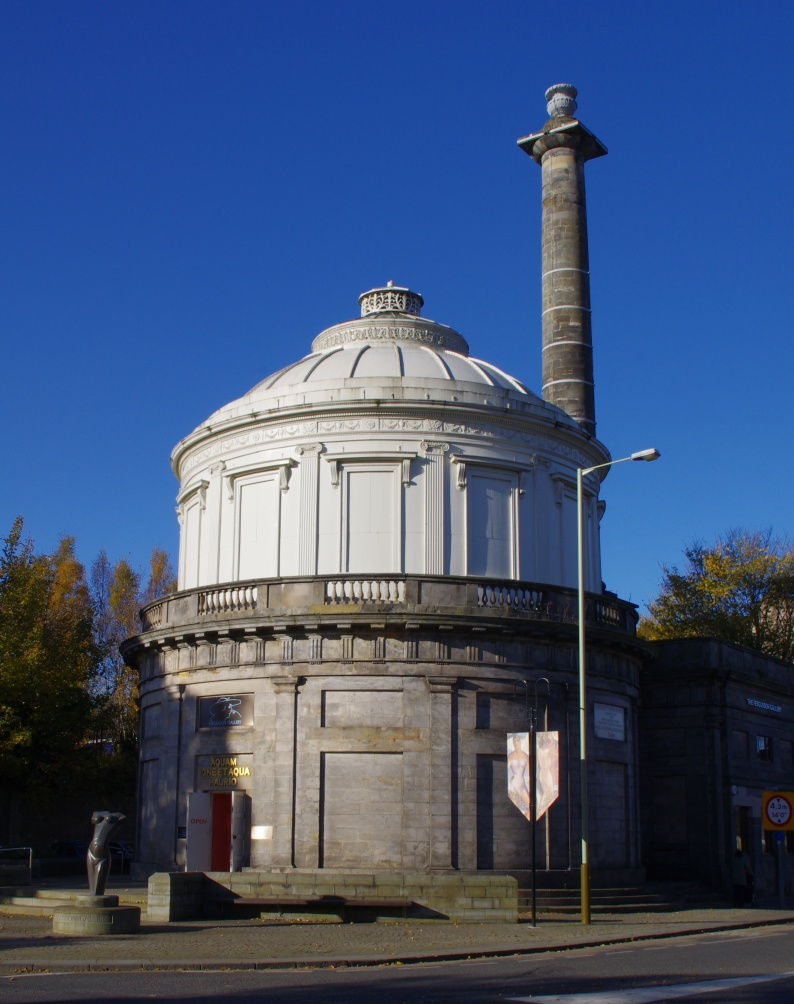
Perth Water Works Building

Das Perth Water Works Building ist ein ehemaliger Wasserhochbehälter in der schottischen Stadt Perth in der Council Area Perth and Kinross. 1965 wurde das Bauwerk in die schottischen Denkmallisten in der höchsten Denkmalkategorie A aufgenommen.

## Geschichte
Das Gebäude zur Wasserversorgung von Perth entstand im Jahre 1832. Für den Entwurf zeichnet Adam Anderson, der damalige Rektor der Perth Academy, verantwortlich. Das Wasser wurde von der Flussinsel Moncreiffe Island im Tay durch eine unterirdische Rohrleitung mithilfe von Dampfmaschinen in den Behälter gepumpt. Zu Bauzeiten konnte dei Anlage beinahe die gesamte Wasserversorgung der Stadt sicherstellen. Mit der Fertigstellung eines modernen Wasserwerks im Jahre 1965 wurde der Bau obsolet. 1973 wurde im Inneren ein Büro der Touristeninformation eingerichtet. Des Weiteren beherbergt es seit 1998 die Fergusson Gallery, in der im Wesentlichen Werke des schottischen Malers John Duncan Fergusson ausgestellt sind. 2003 stellte der Heritage Lottery Fund finanzielle Mittel in Höhe von 1 Mio. £ zur Restauration der Kuppel bereit.

## Beschreibung
Das Perth Water Works Building steht an prominenter Position an der Tay Street (A989) am Südostrand des historischen Stadtzentrums. An einer Einfallstraße gelegen, stellt es eine Landmarke dar. Es handelt sich um das älteste größere gusseiserne Gebäude Schottlands, möglicherweise gar um das älteste der Welt. Der klassizistisch ausgestaltete Hochspeicher fasst 666 m³. Das Mauerwerk der Rotunde ist mit dorischen Pilastern ausgestaltet. Der gusseiserne Hochbehälter ist weiß gestrichen. Ionische Pilaster glieder seine Fassade. Sie tragen einen umlaufenden Fries, der mit dem Wappen des Burghs ornamentiert ist. Das Gebäude schließt mit einer Kuppel. Vom anschließenden zweistöckigen ehemaligen Maschinenhaus ragt ein dorischer Kamin mit aufsitzender Urne auf. Bei dieser handelt es sich um eine Replik aus Fiberglas, da das Original einem Blitzschlag im Jahre 1871 zum Opfer fiel.